# 225 Bush Street
225 Bush Street, originalmente conocido como Standard Oil Building, es un edificio de oficinas de 100 m y 22 pisos en el Distrito Financiero de San Francisco, en el estado de California (Estados Unidos). El edificio incluye 22 pisos de oficinas, 1 piso de locales comerciales, 1 piso de almacenamiento y 2 niveles de sótano, incluido el garaje. Fue el edificio más alto de la ciudad desde su finalización en 1922 hasta 1925.

## Historia
Contiene aproximadamente 52.000 m² de espacio alquilable. Es un edificio histórico que sirvió como sede de Standard Oil of California, ahora Chevron, durante más de medio siglo. El arquitecto George W. Kelham diseñó el edificio Standard Oil para John D. Rockefeller y lo modeló a partir del edificio del Banco de la Reserva Federal de Nueva York. Compuesto por dos edificios, el ala antigua fue construida en la década de 1920. El edificio originalmente en forma de L se completó como una adición de U en 1948 que coincide exactamente con el original.